# غلامحسین صاحب دیوانی
غلامحسین صاحب دیوانی استاندار وقت فارس در دوران پادشاهی پهلوی، نماینده مجلس شورای ملی در دوران پادشاهی پهلوی در ایران بود.
غلامحسین صاحب دیوانی از خاندان بانفوذ قوام شیرازی بود. وی در سال ۱۳۲۴ با تاج‌الملوک آیرملو ازدواج کرد. 
این ازدواج باعث شد بتواند در انتخابات دوره پانزدهم مجلس شورای ملی که در شهریور ۱۳۲۶ در فسا برگزار شد، با کسب ۱۷۱۹۶ رأی از مجموع ۳۶۶۳۴ رأی که به صندوق‌ها ریخته شد، به مجلس راه یابد.
پیوند زناشویی صاحب دیوانی با تاج‌الملوک چند سالی بیشتر نپایید و از یکدیگر جدا شدند.